# 소니아 베르가마스코
소니아 베르가마스코(Sonia Bergamasco, 1966년 1월 16일 ~ )는 이탈리아의 배우이다.

## 출연 작품
- 고속도로 위의 고양이 (2017)
- 쿼 바도? (2015)
- 미 앤 유 (2012)
- 내 삶의 여인 (2010)
- 줄리아는 밤에 데이트하지 않는다 (2009)
- 베스트 오브 유스 (2003)